# 親の心子知らず
親の心子知らず（おやのこころこしらず）は、室町時代からの日本のことわざ。

## 内容
親は子供への深い愛情と思慮に基づいて考えているものの、子供はそのことを知らないで勝手気ままな行動をしているということである。この言葉はこのような子供を非難する場合に用いられている。または親の愛情や苦労というものは子供にはなかなか伝えることができずに、子供というものは無頓着に勝手な振る舞いをする存在であるということを意味する。この言葉は実際の親子のみでなく、師弟などといった親子になぞられる関係の場合にも用いられている。

## 由来
このことわざは『義経記』が由来である。『義経記』というのは源義経の生涯を書いた物語であり、その物語に登場する源義経の側近である武蔵坊弁慶の言葉からのことわざである。作中で武蔵坊弁慶が源義経に、子供というものは親の心を理解しないことから、人の心を理解するのは難しいことであるというようなことを述べていた。ここから親の心子知らずということわざとなり広まっていった。